# Marvin Ceballos
Marvin José Ceballos Flores (Città del Guatemala, 22 aprile 1992) è un calciatore guatemalteco, centrocampista del Deportivo Xinabajul e della nazionale guatemalteca.

## Carriera

### Club
Ha esordito nel 2011 in prima squadra nella massima serie del Guatemala.

### Nazionale
Nel 2011 viene convocato nell'Under-20 per prendere parte al campionato mondiale di categoria.